# Râul Pleșu, Teleajen
Râul Pleșu este un curs de apă afluent al râului Teleajen. 

## Hărți
- Harta Județului Prahova
- Harta Munții Grohotiș [nefuncțională]
- Harta Munții Ciucaș  Arhivat în 30 martie 2010, la Wayback Machine.